# Кукаречин
Кукаречин — хутор в Алексеевском районе (с 2018 года — городском округе) Белгородской области, входит в состав Луценковского сельского поселения.

## Описание
Расположен в восточной части области, в 26 км к юго-востоку от районного центра, города Алексеевки. В настоящее время сохранился один дом, есть также кладбище и небольшой пляж на пруду.
| 1859 | 1897 | 2002 | 2010 |
| ---- | ---- | ---- | ---- |
| 486  | ↗515 | ↘0   | →0   |

В 2002 году на хуторе проживало 2 человека, русские. В 2010 году — без населения.

## История
Основан предположительно в XVIII веке выходцами с Украины «при отвершье реки Шелякиной», название произошло от фамилии Кукарека, до начала XX века назывался также Щербаков.
По состоянию на 1859 год на владельческом хуторе Щербаков (Кукорекин) 1 стана Бирюченского уезда Воронежской губернии при овраге Калмыцком в 61 дворе проживало 486 человек (239 мужчин и 247 женщин).
Упоминается в памятной книжке Воронежской губернии за 1887 год как хутор Варваровской волости Бирюченского уезда. Число жителей обоего пола — 620, число дворов — 71.
По подворной переписи 1890 года на хуторе Щербаков (Кукаричин тож) проживало 594 крестьянина-собственника (304 мужчины, 290 женщин) в 78 хозяйствах, из них 69 грамотных и учащихся (все — мужского пола). Всего было 88 жилых домов, а также 7 кустарных промышленных заведений, приносивших доход 160 рублей в год, и 51 промышленное предприятие (6308 рублей в год). Из скота было 53 лошади, 178 волов, 60 коров, 74 головы гулевого скота и 54 телёнка, 181 овца и 83 свиньи, также 15 хозяйств держали 131 улей пчёл. Количество удобной надельной земли составляло 435,7 десятин, из них пашни — 207,5 десятин; также 74 хозяйства арендовали 553,6 десятин пашни. Из сельскохозяйственного инвентаря имелись 51 плуг, 22 сохи, 2 молотилки и других орудия, 129 телег; 8 хозяйств не имели инвентаря. 55 хозяйств обрабатывали землю своим скотом, 10 — наймом и 13 — супрягою (в основном малоземельные). Всего расходов у хозяйств в течение года было на 11491 рубль, доходов от продажи — 3092 рубля (в основном хлеба и скота), от промыслов (которыми занималось 32 хозяйства) — 2323 рубля, а всего — на 11883 рубля.
По переписи 1897 года на хуторе проживало 515 человек (245 мужчин, 270 женщин), все православные. 
По данным 1900 года на основе переписи 1897 года на хуторе Щербаковского сельского общества Варваровской волости при речке Калитве жил 561 человек (299 мужчин, 262 женщины, малороссы) в 85 дворах, владевший 512 десятинами надельной земли. Имелось одно общественное здание и винная лавка.
С апреля 1918 года — в составе Варваровской волости Алексеевского уезда, с января 1923 года — в Луценковской волости Острогожского уезда Воронежской губернии.
В 1920 году школу 1-й ступени посещали 76 учеников, было 3 учителя.
По переписи 1926 года на хуторе Щербаково, центре Щербаковского сельсовета  Луценковской волости, проживало 580 человек в 102 хозяйствах, была школа 1-й ступени с 2 учителями.
С июля 1928 года — в составе Луценковского сельсовета Алексеевского района ЦЧО. На 1 января 1933 года — 118 дворов, 588 человек, из которых 405 вступили в колхоз им. Ворошилова.
К началу войны число дворов на хуторе Кукаречин снизилось до 86.
В 1950 году колхоз им. Ворошилова вошёл в состав укрупнённого колхоза «Правда» с центром в селе Луценково. Начальная школа закрыта в 1968 году, в 1975 году закрыт клуб. В 1971 году насчитывалось 50 дворов и 141 житель.
С 1992 года колхоз «Правда» стал открытым акционерным обществом, а в 1997 году — СПК с тем же названием. В 1997 году было 4 двора и 5 жителей.
В 2005 году кооператив стал банкротом, образовано ООО «Луценково», обрабатывающее земли хутора.